# Зворикіно (Бабаєвський район)
Зворикіно — присілок в Бабаєвському районі Вологодської області.
Входить до складу Борисовського сільського поселення та Борисовської сільради. 
Відстань по автодорозі до районного центру Бабаєво — 65 км, до центру муніципального утворення села Борисово-Судське по прямій — 3 км. Найближчі населені пункти — с.Карасово, с.М'ятино, с.Судаково. Станом на 2002 рік постійного населення не було.